# Zuclopentixolo
Lo zuclopentixolo è stato il secondo farmaco antipsicotico appartenente alla classe dei tioxanteni ad entrare in terapia. Mostra un'elevata affinità per i recettori della dopamina D1 e D2, a livello dei quali esercita attività antagonista.

## Farmacodinamica
Il blocco dei recettori dopaminici a livello del sistema dopaminergico mesolimbico è verosimilmente responsabile dell'attività antipsicotica mentre, a livello del nigro-striato, è causa degli effetti extrapiramidali. Dal punto di vista clinico lo zuclopentixolo è caratterizzato da effetti antipsicotici, antiallucinatori e sedativi.
Il farmaco agisce inoltre:
1. sulla chemoreceptor trigger zone, dove bloccando la dopamina determina il suo l'effetto antiemetico
2. sull'ipotalamo dove determina un aumento della secrezione di prolattina
3. sui recettori muscarinici, manifestando per questo una debole attività anticolinergica
4. come antagonista sul recettore adrenergico a1, sui recettore H1 istaminergico e su quello della 5-idrossitriptamina (5-HT2).

Lo zuclopentixolo ha proprietà simili a quelle delle fenotiazine e della clorpromazina in particolare.

## Farmacocinetica
Lo zuclopentixolo cloridrato viene rapidamente assorbito dal tratto gastrointestinale e le concentrazioni plasmatiche massime si possono rilevare dopo circa 4 ore. L'emivita plasmatica è di circa 20 ore. Il farmaco subisce metabolismo presistemico per circa il 40%. L'esterificazione del farmaco con acido acetico consente di ottenere una molecola più lipofila che, disciolta in fase oleosa e iniettata per via intramuscolare, diffonde assai lentamente nella fase acquosa dove subisce idrolisi enzimatica a zuclopentixolo.
Anche l'estere decanoato viene idrolizzato al principio attivo zuclopentixolo. Le concentrazioni plasmatiche massime della forma depot (decanoato) si raggiungono dopo 5-7 giorni, mentre quelle dell'estere acetato già dopo circa 36 ore dalla somministrazione. In seguito le concentrazioni diminuiscono in modo esponenziale con un'emivita di 19 giorni. Lo zuclopentixolo si distribuisce ampiamente nell'organismo. Le concentrazioni più elevate si riscontrano a livello di fegato, polmoni, intestino e reni, mentre concentrazioni minori si osservano a livello di cuore, milza, cervello e sangue. Il farmaco è prevalentemente escreto nelle feci e solo in piccola quantità nelle urine (10-20%). Il metabolismo epatico avviene nell'ordine per solfossidazione, N-dealchilazione della catena laterale e coniugazione con acido glucuronico. Sono stati identificati i seguenti metaboliti inattivi: clopentixolo glucuronato e solfossido, de(2-idrossietil) clopentixolo e il suo metabolita solfossidato. Il farmaco viene escreto nel latte materno.
L'acetato ha un'insorgenza d'azione rapida e una durata d'azione di 2-3 giorni e viene in genere impiegato nel trattamento delle psicosi acute e nelle esacerbazioni delle psicosi croniche, piuttosto che nel trattamento di mantenimento.
Il decanoato ha una durata d'azione prolungata (2-4 settimane) ed è quindi utile nelle terapie di mantenimento.

## Indicazioni
Lo zuclopentixolo è indicato nella schizofrenia caratterizzata da sintomi acuti e positivi, ma non è stato ancora sufficientemente studiato nell'impiego cronico delle forme caratterizzate da sintomi negativi.
Lo zuclopentixolo trova impiego nel controllo della sintomatologia psicotica nella schizofrenia e in altre psicosi, nella terapia di mantenimento della schizofrenia e nel controllo dei sintomi maniacali nella fase maniacale delle psicosi maniaco-depressive. Trova impiego limitato nell'handicap mentale associato a problemi comportamentali, specialmente quando sono presenti eccitazione psicomotoria, agitazione e manifestazioni violente. Può essere usato anche nella demenza con problemi comportamentali, come grave e persistente stato di agitazione e aggressività. Nel 2012 una Cochrane metanalisi suggerisce che:

## Somministrazione
Lo zuclopentixolo viene somministrato come cloridrato, solitamente per via orale; le dosi sono espresse in termini di base (11,8 mg di cloridrato sono equivalenti a circa 10 mg di base). Il farmaco è disponibile anche sotto forma di esteri decanoato e acetato che vengono generalmente somministrati mediante iniezione intramuscolare profonda; le dosi sono espresse in termini di estere.
La dose usuale di cloridrato per il trattamento delle psicosi equivale a 20–50 mg di base al giorno in somministrazioni refratte; nelle schizofrenie gravi o resistenti si possono utilizzare fino a 150 mg al giorno. Il farmaco è stato anche somministrato per intramuscolo.
La dose usuale di acetato è di 50–150 mg per iniezione i.m. profonda, ripetuta se necessario dopo 2-3 giorni. Alcuni pazienti necessitano di un'ulteriore iniezione dopo 1-2 giorni dalla prima dose. Lo zuclopentixolo acetato non è adatto per una terapia di mantenimento. Nel corso di un trattamento non possono essere effettuate più di quattro iniezioni e la dose totale non dovrebbe comunque superare i 400 mg. Quando è necessario instaurare una terapia di mantenimento si può somministrare il cloridrato per via orale a partire da 2-3 giorni dopo l'ultima iniezione di acetato o il decanoato per iniezione i.m. subito dopo l'ultima iniezione di acetato.
Il decanoato, a lunga durata d'azione, dovrebbe essere somministrato per iniezione intramuscolare profonda; il trattamento solitamente inizia con una dose test di 100 mg (0,5 ml di una soluzione oleosa al 20%). In base alla risposta terapeutica del paziente durante la settimana successiva è poi possibile somministrare una dose di 100–200 mg o più e quindi, ogni 2-4 settimane, dosi di 200–400 mg; possono rendersi necessari intervalli di dosaggio inferiori o dosi più elevate. Se sono necessarie dosi superiori a 400 mg si consiglia di dividere la dose in due siti di iniezione diversi o, in alternativa, di somministrarla come soluzione oleosa al 50%. La dose massima raccomandata di zuclopentixolo decanoato è di 600 mg alla settimana.

## Effetti collaterali
I pazienti sottoposti a terapia antipsicotica possono manifestare, anche se molto raramente, la sindrome neurolettica maligna caratterizzata da ipertermia, ipertono della muscolatura scheletrica, instabilità della pressione arteriosa, tachicardia, aritmie cardiache. Molti effetti collaterali si presentano con una certa gravità all'inizio e poi progressivamente tendono a diventare lievi o moderati: tra essi si ricordano parkinsonismo e distonia acuta, discinesia tardiva, effetti cardiovascolari come ipotensione e tachicardia, xerostomia, disturbi dell'accomodazione, ritenzione urinaria, stipsi, diminuzione della libido e disfunzioni dell'erezione, cambiamenti di peso, disturbi mestruali e galattorrea transitoria.
L'uso dello zuclopentixolo è controindicato in caso di intossicazioni acute da alcool, barbiturici e oppiacei, stati comatosi, malattie renali, epatiche o cardiovascolari in stato avanzato. Controindicazioni relative sono rappresentate da psicosi apatiche e la malattia di Parkinson. Come per altri farmaci antipsicotici la somministrazione deve essere effettuata con estrema cautela nei pazienti epilettici.

### Sovradosaggio
Il quadro clinico del sovradosaggio da zuclopentixolo comprende:
- sonnolenza,
- sintomi extrapiramidali,
- convulsioni,
- shock e
- iper- o ipotermia,
- coma.

Il trattamento è sintomatico e di supporto (lavanda gastrica, carbone attivato per prevenire l'assorbimento, controllo delle funzioni cardiovascolari e respiratorie).

## Avvertenze
Non si deve usare adrenalina. L'uso contemporaneo di farmaci come metoclopramide e proclorperazina può aumentare il rischio di sintomi extrapiramidali.

## Interazioni
Il farmaco potenzia gli effetti centrali dell'alcool, può bloccare l'effetto antiipertensivo della guanetidina e di altri farmaci con meccanismo d'azione simile e può ridurre l'effetto della levodopa.